# Polisregion

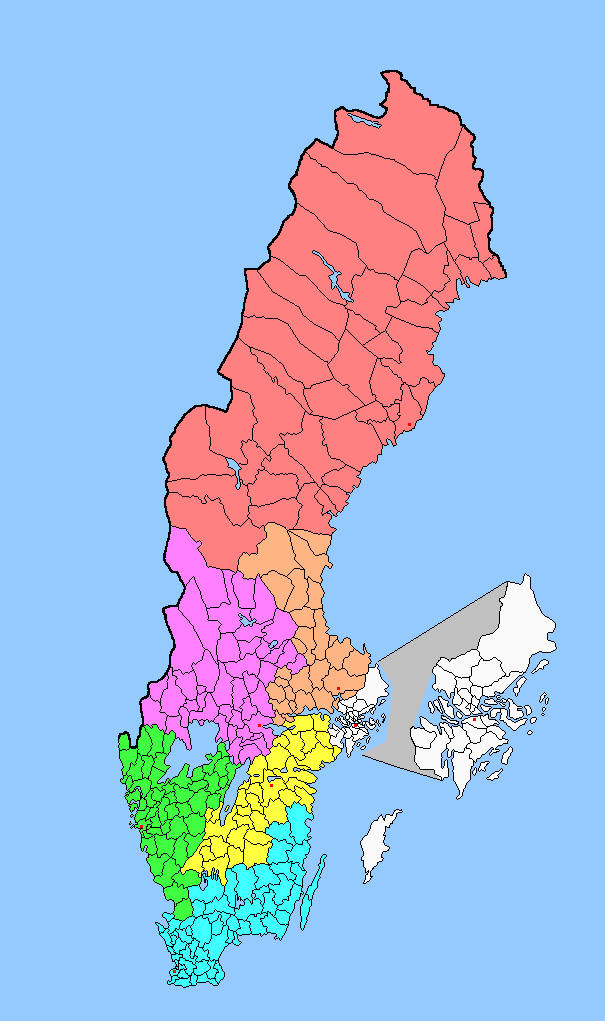
Polisregionerna med huvudsätena som röda punkter.
Bergslagen
Mitt
Nord
Stockholm
Syd
Väst
Öst

Polisregion är i Sverige en benämning på Polismyndighetens geografiska indelning. 

## Bakgrund
Mellan åren 1998 och 2014 var Sverige indelat i 21 polisdistrikt, där varje län utgjorde ett polisdistrikt. I varje polisdistrikt fanns en polismyndighet under ledning av en länspolismästare. Genom ändringar i Polislagen, som trädde i kraft 1 januari 2015, slogs Rikspolisstyrelsen och samtliga länspolismyndigheter samman och bildade Polismyndigheten.

## Polisregioner
Polismyndigheten är geografiskt indelad i sju polisregioner: Nord, Mitt, Bergslagen, Stockholm, Öst, Väst och Syd.
Polisregionerna har ett helhetsansvar för polisverksamheten inom sitt område. Varje polisregion leds av en regionpolischef och en biträdande regionpolischef. Alla polisregioner har enheter för utredning, underrättelse och operativ verksamhet, samt ett regionkansli.
Polisregionerna utreder
- miljö- och arbetsmiljöbrott
- IT-brott
- större bedrägeriärenden utan direkt lokal anknytning
- penningtvättbrott som kräver specialistkompetens
- internationell grov organiserad brottslighet som kräver specialkunskap
- barnpornografibrott
- sällan förekommande specialstraffrättsliga brott

Utredningsenheterna ansvarar också för särskilda spaningsmetoder och teknik

## Polisområden
Polisregionerna är i sin tur indelade i, totalt 30, polisområden, där ett polisområde i de flesta fall omfattar ett helt län. De största länen är indelade i mer än ett polisområde. Varje polisområde leds av en polisområdeschef och en biträdande polisområdeschef. Ett polisområde har enheter för utredning och underrättelse, lokalpolisområden och ett kansli.
Polisområden utreder
- grova våldsbrott, inklusive dödligt våld
- brott i nära relationer
- sexualbrott
- övergrepp mot barn (sexualbrott, hot och våld)
- grova narkotikabrott
- bedrägeribrott med lokal anknytning
- hatbrott
- komplexa ungdomsärenden
- förskingring, trolöshet mot huvudman och andra ekonomiska brott som inte Ekobrottsmyndigheten ansvarar för
- mängd- och seriebrott av större omfattning
- andra åklagarledda förundersökningar som inte handläggs på annat håll

## Lokalpolisområden
Ett polisområde är indelat i lokalpolisområden som ska ha enheter för utredning, brottsförebyggande- och ingripandeverksamhet. Lokalpolisområdet ansvarar för utredningar som kan färdigställas genom ett förenklat förfarande samt de utredningar som inte polisregionen eller polisområdet ansvarar för. Lokalpolisområdet ansvarar också för trafikärenden som inte hanteras regionalt och utredningar rörande unga lagöverträdare som inte handläggs av polisområdet. Lokalpolisområdet bedriver också lokal spaningsverksamhet.
Lokalpolisområdet bedriver också ett brottsförebyggande och trygghetsskapande arbete i nära samverkan med kommuner och lokala aktörer. Ingripanden ska kunna ske dygnet runt. Lokalpolisområdet har resurser för den yttre befälsfunktionen. 
Lokalpolisområdet ansvarar för trafiksäkerhetsarbete som hastighetskontroller, nykterhetskontroller och kontroller av farligt beteende.
Lokalpolisområdet ansvarar för stöd och service bl.a. i fråga om receptioner, hittegods, pass och nationella id-kort.